# クリーパー (Minecraft)
クリーパー（英: Creeper）は、サンドボックスゲーム『Minecraft』に登場する架空のキャラクターである。暗い場所に出現する敵対的Mob（NPC）であるが、日光の下でも生き残ることができる。プレイヤーを直接攻撃するのではなく、忍び寄って自爆し、周囲のブロックを破壊する。爆発範囲内にいるプレイヤーは、ダメージを受けたり死亡したりする可能性もある。通常は静かに行動し、クリーパーの緑色はカモフラージュとなるため、背後から忍び寄って攻撃することが可能になり、ゲーム内では最も危険なモブの1種となっている。2009年9月1日に公開された「プレアルファ版アップデート」でゲーム内に初めて追加された。 
クリーパーはMinecraftの象徴の1つとして広く認識されるようになった。また、大衆文化の中で引き合いに出され、パロディ化されており、Minecraftの商品や広告に目立つ形で取り上げられている。

## 構想とデザイン
クリーパーは2009年に、Minecraftの開発初期のプレアルファ版において、ブタのモブを作成する際の誤りの結果、生まれたキャラクターである。ゲームの作者であるマルクス・ペルソンは、モデルの寸法を誤って取り違え、長さと高さを逆にしてしまった。ペルソンは結果を削除する代わりに、ゲーム内の葉のテクスチャに基づいた緑色のテクスチャをモデルに追加し、攻撃的なAIを加えて敵対的モブに変更した。クリーパーは、2009年9月1日のプレアルファ版「0.24_SURVIVAL_TEST_03」でゲーム内に追加された。
Minecraftでは、プレイヤーはブロックで構成される広大な世界に存在する。この世界には多数の敵（敵対モブ）が存在し、その中でよく遭遇するのがクリーパーである。クリーパーはプレイヤーの近くまで、ほとんど音を立てずに近づき、近くに来ると「シュー」という音を発して、少し遅れて爆発する。爆発によりプレイヤーを攻撃できるほか、周囲のブロックも破壊される。Minecraftの開発者はクリーパーの行動が「全く予測できないわけではない」と判断し、その後のアップデートで、クリーパーが雷に打たれると「帯電クリーパー」に変化する能力を追加した。帯電クリーパーは爆発力が強化されており、特定のモブ（クリーパー、ゾンビ、スケルトン、ウィザースケルトン、ピグリン）を爆発で倒すことで、「Mobの頭」をドロップする。この「Mobの頭」をプレイヤーが装着することで、頭の見た目を変えることができる。その後のアップデートでは、プレイヤーが「Mobの頭」を「音符ブロック」の上に配置できる機能が追加され、ブロックと相互作用した際にMobのノイズのうちの1つが再生されるようになった。

## 出演
クリーパーはもともとMinecraftの開発初期段階であるプレアルファ版アップデートで、プレイヤーに静かに接近し、爆発する一般的な敵対的Mobとして登場した。その後、Minecraftのスピンオフゲームである『Minecraft: Story Mode』や、『Minecraft Dungeons』、『Minecraft Legends』、開発中止となった『Minecraft Earth』、映画『マインクラフト/ザ・ムービー』（2025年）にも登場した。
Minecraftシリーズ以外では、『Terraria』（2011年）、『Torchlight II』（2012年）、『Borderlands 2』（2012年）、『Octodad: Dadliest Catch』（2014年）にも登場した。また、任天堂の対戦アクションゲーム『大乱闘スマッシュブラザーズ SPECIAL』（2018年）では、クリーパーが「Miiファイターコスチューム」として登場した。

## プロモーションと評価
クリーパーの画像は、衣類、寝具、ランプなどを始めとした多種多様なMinecraftのグッズに使用されており、枕、かご、おもちゃ、ぬいぐるみなどにも使用されている。2020年7月、Mojang Studiosとケロッグの共同パートナーシップにより、パッケージにクリーパーが大きく描かれたMinecraft公式の商標がついたシリアル、「Minecraft Creeper Crunch」が発表された。2020年8月にアメリカ合衆国の店舗で発売された。各パッケージには、Minecraftのコスメティックアイテムが手に入るコードが含まれている。
クリーパーは、Minecraftの象徴の1つと考えられている。クリーパーのピクセル化された顔は、Minecraftのロゴの「A」に組み込まれており、数々のハロウィンコスチュームやコスプレに使用されている。また、ギネス世界記録ゲーマーズエディションにおいて、「ビデオゲームの悪役トップ50」のリストの第10位に挙げられている。レゴのMinecraftのセットにもクリーパーが登場しており、内1つではクリーパーがメインとなっている。2021年、「PC Gamer」は「PCゲームで最も象徴的な50のキャラクター」の第9位にクリーパーを位置付けし、「クリーパーはMinecraftのスターであり、これはクリーパーの能力が目に見えないことにかかっていると考えると皮肉なことである」と述べている。
ダニエル・ドゥーガンは「Games and Culture」の記事で、クリーパーを「抵抗の擬人化」と表現し、ゲーム内でのクリーパーの役割を用いて現実世界のテロリズムとそれに対する社会の反応を比較した。より直接的には「自己消滅こそが究極の抵抗の形である」というイデオロギーを通して現実世界の自爆テロとの類似点を述べ、クリーパーの非人間的な外見と常にしかめ面をしているように見える顔が、ゲームの世界における「異質性」をさらに象徴していると述べた。また、この生物の実際の動機を知ることは不可能だと認めながらも、この生物はゲーム世界がプレイヤーを拒絶し、頻繁な相互作用とその結果によってプレイヤーを技術進歩と資源収集へと駆り立てるという特徴を持っていると述べた。 
クリーパーは数多くの大衆文化における言及やパロディの題材となっている。連続ホームコメディアニメ『ザ・シンプソンズ』のシーズン25のエピソード「Luca$」では、キャラクターのモー・シズラックがクリーパーとして登場し、テーマ曲『couch gag』の最後で爆発している。2011年8月19日に、CaptainSparklezとして知られているYouTuberのジョーダン・マロンは、「DJ Got Us Fallin' in Love」のパロディー曲にあたる楽曲『Revenge』を公開した。Minecraftのプレイヤーがクリーパーに何度も殺されてしまったがために、プレイヤーがクリーパーに復讐しようとする様子を描いた同作は、2019年7月頃にインターネット・ミームとして人気が再燃した。場所を問わずに爆発し、かつ周辺の地形を大幅に変えてしまうことから、日本ではリフォームを題材とした番組『大改造!!劇的ビフォーアフター』にちなんで「匠」（たくみ）というあだ名が付けられている。